# Йорданов, Иван (футболист)
Иван Орлинов Йорданов (болг. Иван Орлинов Йорданов; родился 7 ноября 2000 года, Раковски, Болгария) — болгарский футболист, полузащитник клуба «Лудогорец» и национальной сборной Болгарии.

## Клубная карьера
В 2017 году присоединился к академии «Лудогорца», перейдя из академии пловдивского «Ботева». В составе молодёжной команды клуба в сезоне 2018/19 стал чемпионов Болгарии. Дебютировал за вторую команду во Второй лиге 13 мая 2018 года, выйдя в стартовом составе в гостевом матче с «Монтаны». Первый гол забил 1 октября в домашней игре против «Помории». В декабре подписал первый профессиональный контракт.
За основную команду дебютировал 13 июля 2019 года в домашнем матче с «Царско село», заменив на 72-й минуте Доминика Янкова. Первым голевым действием отметился 12 июля 2020 года в выездной игре с софийской «Славией», заменив на 52-й минуте Серкана Юсеина и отдав голевой пас на Дэна Битона. 5 ноября дебютировал в Лиге Европы, заменив на 93-й добавленной минуте домашнего матча с «Тоттенхэмом» Стефана Баджи. Впервые в стартовом составе вышел 20 декабря в домашнем матч с «Ботева». Перед сезоном 2021/22 был полноценно переведён в первую команду главным тренером Валдасом Дабраускасом. Первый гол за команду забил 4 сентября 2022 года в домашней игре против «Хебыра».
23 января 2023 года перешёл в варнский «Спартак» на правах аренды до конца сезона. Дебютировал 20 февраля в гостевом матче с «Хебыром», выйдя в стартовом составе. Первый мяч за клуб забил спустя неделю в ворота «Ботева» из Врацы.
По возвращении из аренды стал игроком основного состава. 21 сентября 2023 года дебютировал в Лиге конференций, выйдя в стартовом составе в матче с трнавским «Спартаком», и забил первый гол клуба в истории турнира.

## Карьера в сборной
5 сентября 2022 года Йорданов получил первый вызов в сборную на матчи Лиги наций против Гибралтара и Северной Македонии. Дебютировал 26 сентября в гостевом матче против сборной Северной Македонии, заменив на 93-й минуте Кирила Десподова. Впервые в стартовом составе вышел 9 сентября 2023 года в товарищеской игре против сборной Ирана.

## Достижения
«Лудогорец» (до 19 лет):
- Чемпион Болгарии: 2018/19

«Лудогорец»:
- Чемпион Болгарии (2): 2019/20, 2020/21, 2022/23